# Ophiolepididae
Famille
Les Ophiolepididae sont une famille d'ophiures de l'ordre des Amphilepidida.

## Caractéristiques
Il s'agit d'une famille relativement primitive (riche en taxons fossiles), équipée de 3 courtes épine par segment brachial. 
C'est une famille essentiellement répartie dans les eaux côtières tempérées ou tropicales, avec seulement quelques espèces abyssales.

## Liste des genres
Selon World Register of Marine Species (23 septembre 2018) :
- genre Aganaster Miller & Gurley, 1891 †
- genre Aplocoma d'Orbigny, 1852 †
- genre Archaeophiomusium Hattin, 1967 †
- genre Arenorbis Hess, 1970 †
- genre Enakomusium Thuy, 2015 †
- genre Eozonella Thuy, Marty & Comment, 2013 †
- genre Geocoma d'Orbigny, 1850 †
- genre Mesophiomusium Kutscher & Jagt, 2000 †
- genre Ophiolepis Müller & Troschel, 1840 -- 23 espèces
- genre Ophiopetra Hess in Enay & Hess, 1962 †
- genre Ophioteichus H.L. Clark, 1938 -- 3 espèces
- genre Ophiotypa Koehler, 1897 -- 1 espèce
- genre Stephanoura Ubaghs, 1941 †

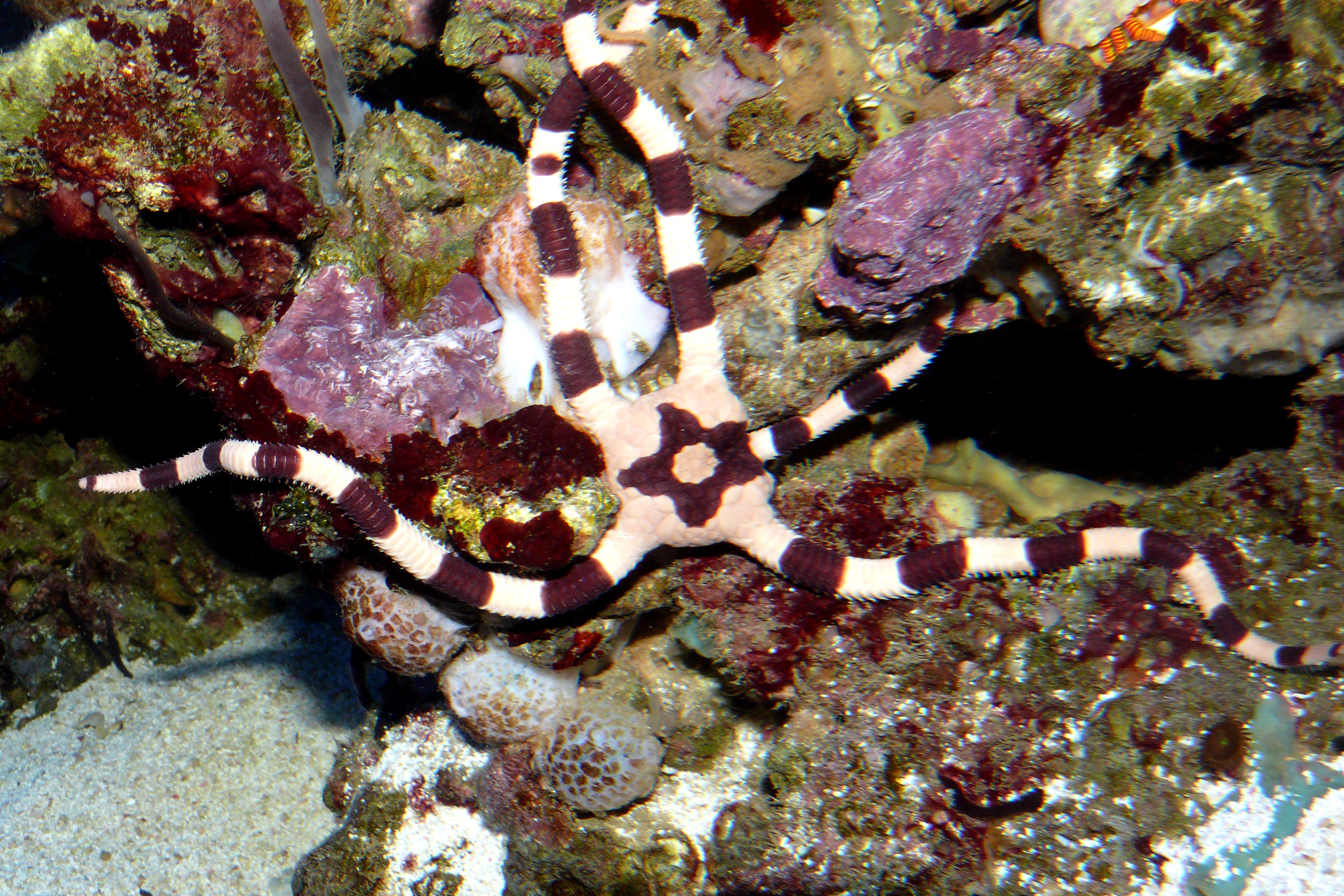
Ophiolepis superba
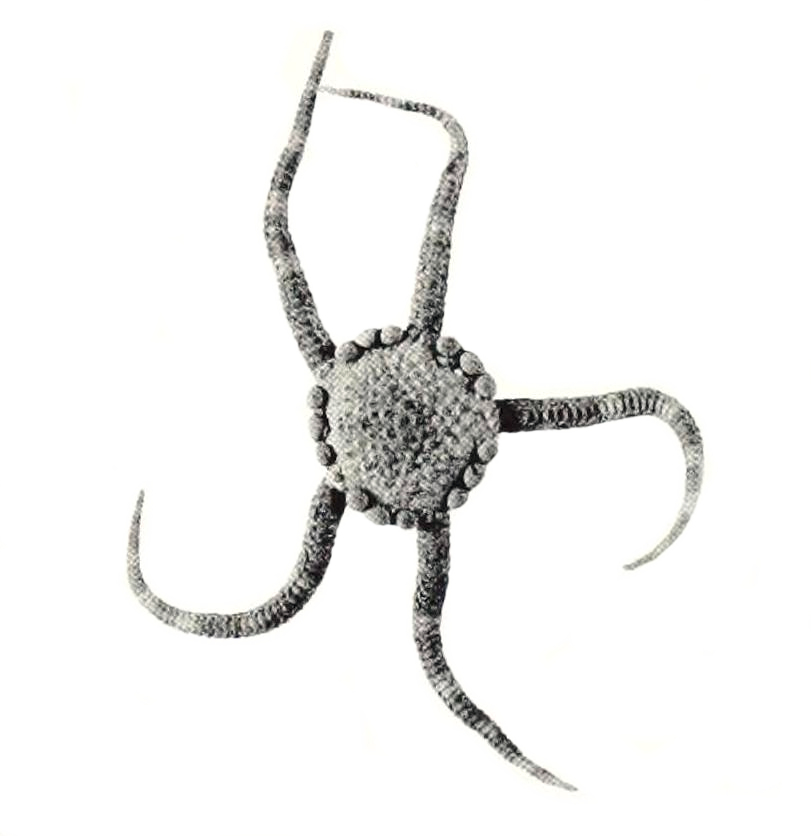
Ophioteichus multispinum